# Alexandra Collin
Alexandra Collin (* 13. November 1994 in Dijon) ist eine französische Fußballschiedsrichterin.
Collin wurde in Dijon geboren und wuchs ab ihrem 3. Lebensjahr in Gergy auf. Im Alter von acht Jahren begann sie in der Mannschaft ihres Bruders Florian (* 1996) Fußball zu spielen. Mit 13 Jahren begann sie als Schiedsrichterin. Sie studierte an der Hochschule von Verdun-sur-le-Doubs, bevor sie an das Gymnasium Hilaire-de-Chardonnet in Chalon-sur-Saône wechselte. Ihre Vorbilder sind Stéphanie Frappart und Clément Turpin. Seit 2019 ist sie FFE1-Schiedsrichterin.
Collin leitet seit der Saison 2018/19 Spiele in der Division 1 Féminine. Sie profitierte in der Saison 2020/21 vom Professionalisierungsplan im Frauen-Schiedsrichterwesen durch die Fédération Française de Football (FFF), bei dem vier Schiedsrichterinnen (neben Collin auch Savina Elbour, Victoria Beyer und Maïka Vanderstichel) und vier Schiedsrichterassistentinnen finanziell so ausgestattet werden sollten, dass sie sich hauptsächlich auf ihre sportliche Tätigkeit konzentrieren können.
Seit 2021 steht sie auf der Liste der FIFA-Schiedsrichter und leitet internationale Fußballpartien.